# Ayrton Statie
Ayrton Statie (Kralendijk, 22 de julho de 1994) é um futebolista profissional nascido em Bonaire que atua como defensor.

## Carreira
Apesar da criação da seleção de Bonaire após a dissolução das Antilhas Neerlandesas em 2010, Ayrton Statie defende a seleção da vizinha Curaçau, integrando-a na Copa Ouro da CONCACAF de 2017.